# Bartholomäus Steinle

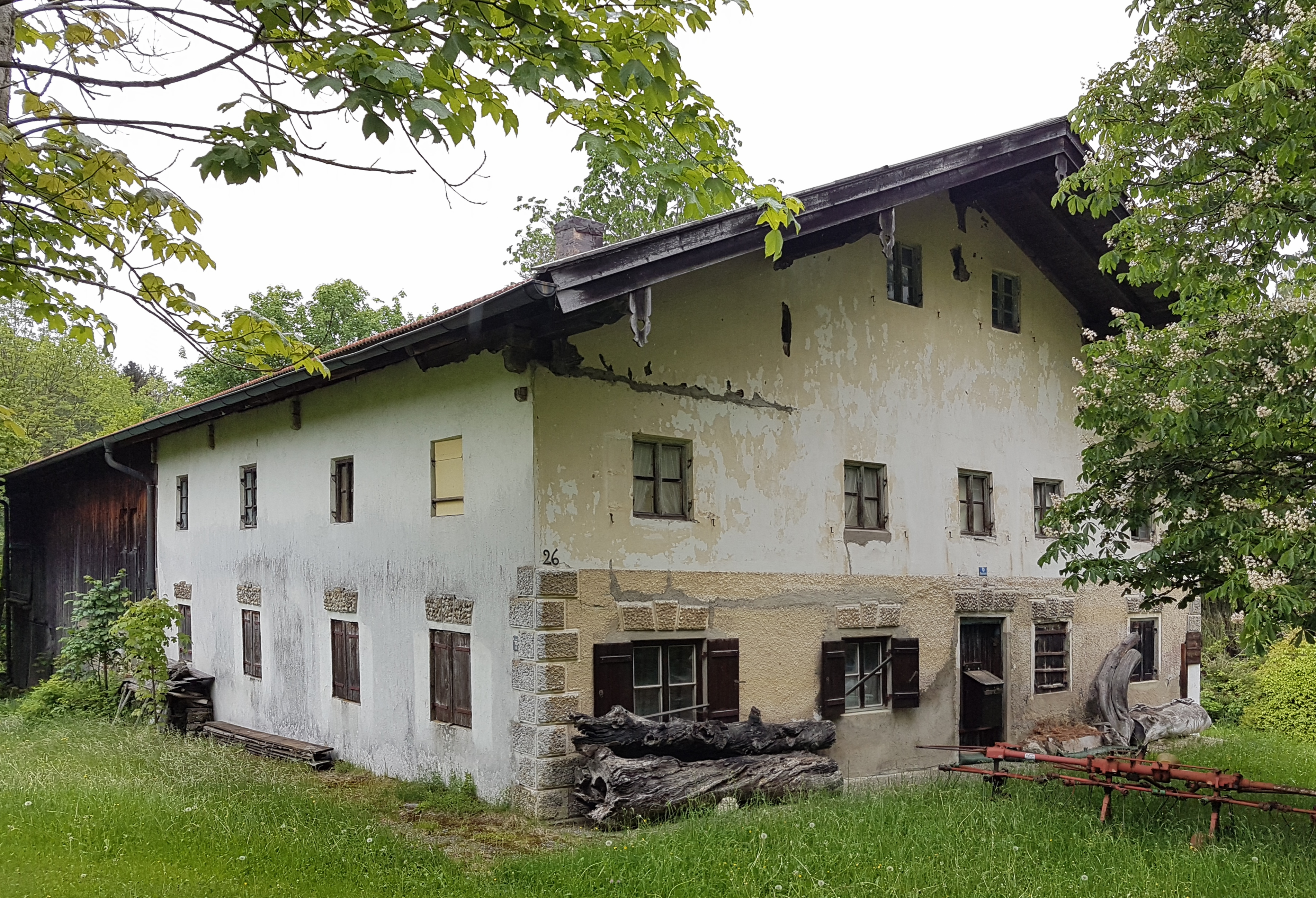
Geburtshaus von Bartholomäus Steinle in Kirnberg (Böbing)

Bartholomäus Steinle, auch Bartlme Steinle, Bartholomäus Stainl und Bartholomäus Steindl (* um 1580 im Steinlehof (Hinterkirnberg) in Böbing; † 1628 in Weilheim in Oberbayern) war ein deutscher Bildhauer und -schnitzer.

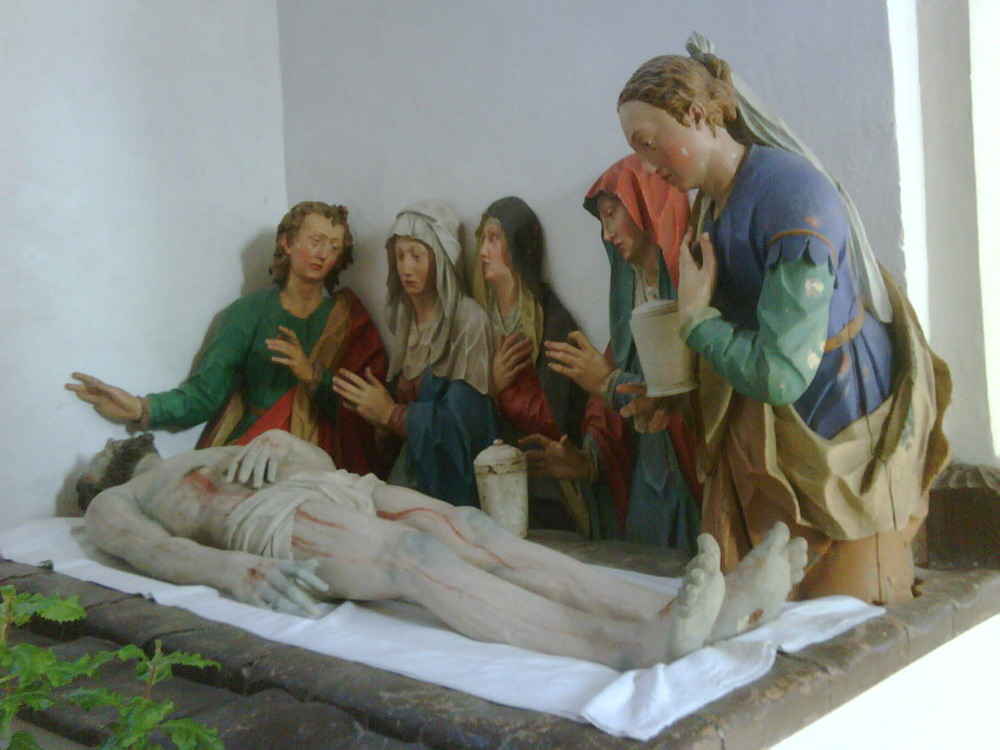
Beweinung Christi in Habach

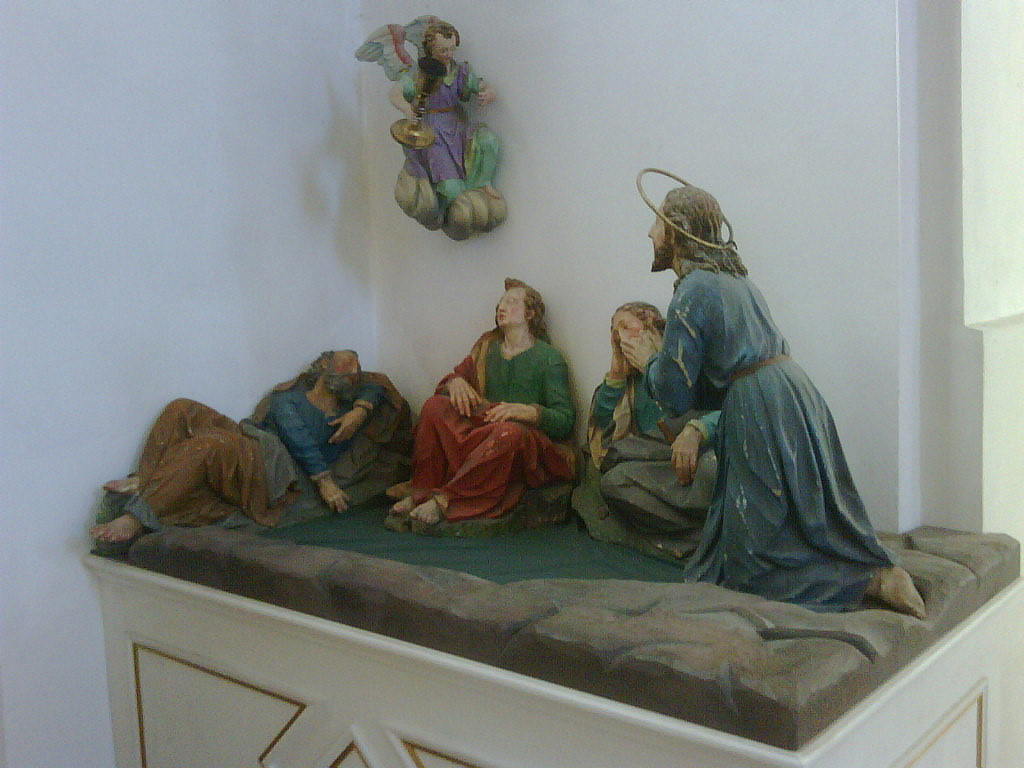
Ölbergszene in Habach

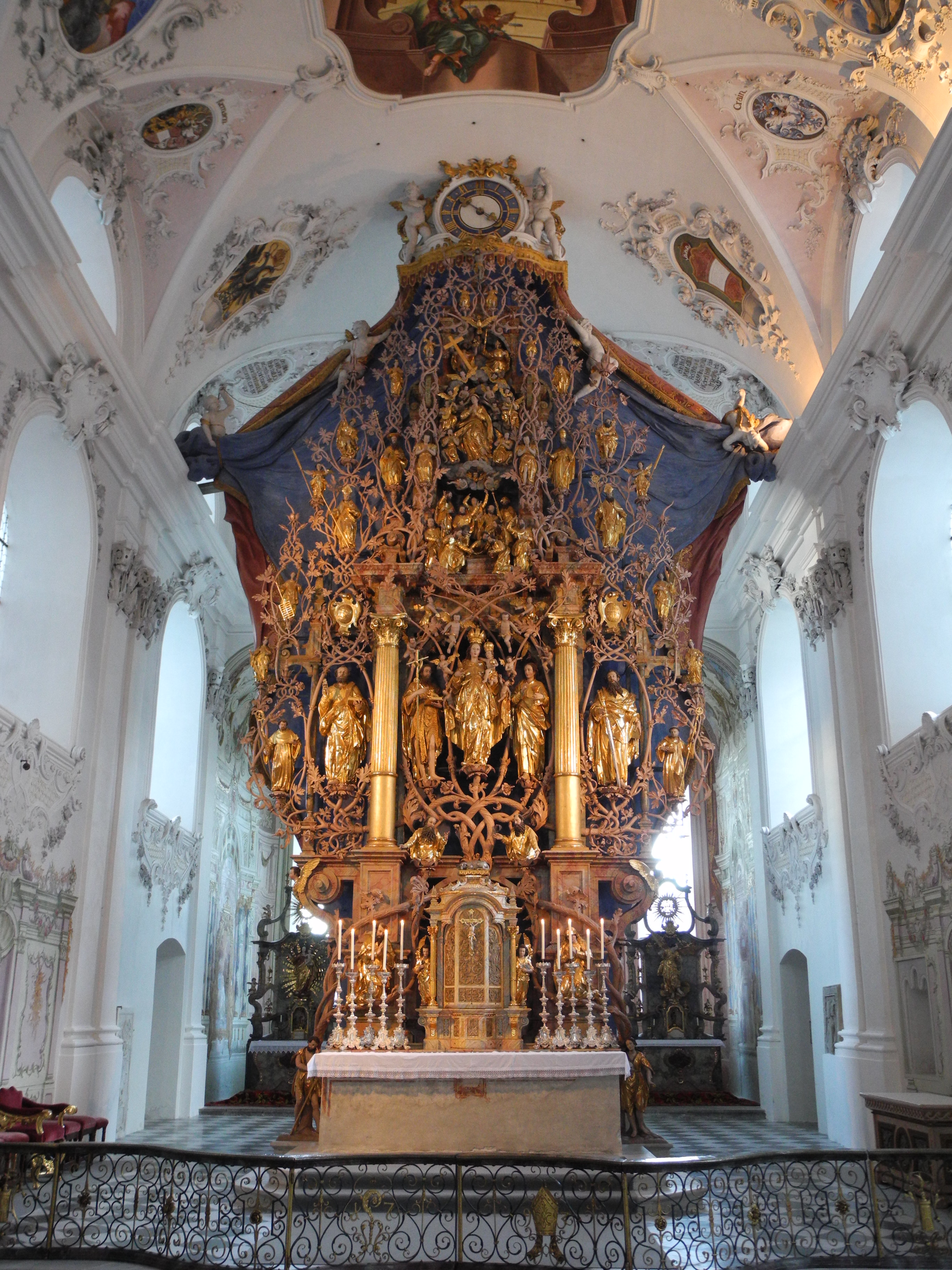
Hochaltar der Stiftskirche Stams

## Leben
Steinle stammt ursprünglich aus Rottenbuch, kam dann aber 1605 nach Weilheim. 1624/1628 wurde er in den Äußeren Rat der Stadt gewählt und zum Kirchenpfleger ernannt.
Ausgehend von Renaissance und Manierismus einerseits sowie weiterwirkenden gotischen Formvorstellungen andererseits, steht sein Werk im Spannungsfeld dieser beiden künstlerischen Strömungen. Steinle verschmolz sie in seinem frühbarocken Stil und ist einer der Hauptvertreter der „Weilheimer Bildhauerschule“.
Von mehreren großen Altären, die Steinle schuf, ist nur der Hochaltar der Stiftskirche Stams in Tirol vollständig erhalten, der damit heute als sein Hauptwerk anzusehen ist.

## Werke
- 1600: Christus am Kreuz an der Friedhofskirche in Rottenbuch bei Weilheim
- 1601: Osterheiland in der ehemaligen Augustiner-Chorherren-Stiftskirche in Rottenbuch bei Weilheim
- 1604: Kruzifixus vom Bennobogen der Münchener Frauenkirche in der Herz-Jesu-Kirche in Zangberg bei Mühldorf
- 1606: hll. Martin, Brictius und Magnus am Hochaltar der St.-Martins-Kirche in Oderding bei Weilheim 47° 48′ 56,4″ N, 11° 6′ 42,4″ O
- 1606–1609: Opferstock, Heiliges Grab, Ölbergdarstellung, Anbetung des Christkindes in der St.-Ulrichs-Kirche in Habach
- 1608: Kruzifixus in der Hofkapelle des Steinle-Hofes in Kirnberg
- 1608–1613: Skulpturen (Mondsichel-Madonna und Michaelsfigur) der Apsidenaltäre, Hochaltar der Zisterzienserkirche Stift Stams
- 1609: Heilig-Kreuz-Altar der Kapelle im Weiler See in Mieming bei Stams 47° 18′ 3,7″ N, 10° 59′ 9,6″ O
- 1610: Kruzifixus (datiert 1610) in der Dreikönigskirche in Pflach / Tirol 47° 30′ 50″ N, 10° 43′ 2,3″ O
- 1614: Kruzifixus (datiert 1614) in der Pfarrkirche Elmen / Tirol
- 1616–1622: Peter-und-Paul-Altar und Grablegungschristus in der Benediktiner-Klosterkirche St. Mang in Füssen 47° 34′ 1″ N, 10° 41′ 59″ O
- 1617: Auferstehungschristus in der Pfarrkirche St. Andreas in Roßhaupten bei Füssen 47° 39′ 8″ N, 10° 43′ 10,4″ O
- 1619: Hauptaltar der Kirche St. Magnus in Gagers bei Lana in Südtirol 46° 36′ 48,5″ N, 11° 9′ 25,4″ O
- 1623–1628: Hochaltar, Stuckaltar im Ursulachor in der Klosterkirche Heilig Kreuz in Polling 47° 48′ 42,2″ N, 11° 7′ 54,3″ O
- 1624–1628: Architektur und Stuckdekoration der Stadtpfarrkirche Mariä Himmelfahrt in Weilheim
- 1627: Stuckdekoration der Klosterkirche Beuerberg
- 1620/1621: Geschnitzter Gnadenstuhl aus Lindenholz, ehemals Teil des Hochaltars der Klosterkirche in Wessobrunn, heute im Tassilosaal des Klosters
- 1617: Beweinung und zwei Engel, Schmerzensmutter unter dem Kreuz, Moses und König David in der Wallfahrtskirche Hohenpeißenberg 47° 48′ 3,3″ N, 11° 0′ 47,6″ O
- 1611: Himmelfahrt Mariens in der Stadtpfarrkirche Unserer Lieben Frau in Bad Tölz 47° 45′ 37,6″ N, 11° 33′ 35,2″ O
- Petrus und Paulus in der Pfarrkirche St. Michael in Peiting bei Schongau 47° 47′ 44,5″ N, 10° 55′ 21,3″ O
- Gottvater in der Friedhofskirche Maria unter der Egg 47° 47′ 39,5″ N, 10° 55′ 49,8″ O